# Reed Between the Lines
Reed Between the Lines est une sitcom afro-américaine en 33 épisodes de 21 minutes créée par Kellie Griffin et diffusée du 11 octobre, au 20 décembre 2011 sur BET, puis du 18 septembre au 9 octobre 2015 sur Centric.
En France, elle est diffusée depuis le 15 décembre 2015 sur BET France. Elle reste inédite dans les autres pays francophones.

## Synopsis
Dans la famille Reed je demande la mère, Carla (Tracee Ellis Ross), psychologue archi-busy et le père (Malcolm-Jamal Warner), prof de fac, qui jonglent tous les deux entre leur boulot et leur joyeuse famille recomposée...

## Distribution
- Tracee Ellis Ross : Dr Carla Reed (saison 1)
- Malcolm-Jamal Warner : Dr Alex Reed
- Melissa De Sousa (en) : Gabriella Jimenez (saison 1)
- Nadji A. Jeter (en) : Keenan Reynolds
- Zoë Soul (en) : Kaci Reynolds
- Zoé Hendrix : Alexis Reed
- Anna Maria Horsford : Mme Helen Wilson (principale saison 1, invitée saison 2)
- Charles Robinson : Monore Reed (saison 2)
- Tony Rock (en) : Julius Darren (saison 2)
- Michole White (en) : Simone Winters (saison 2)

## Épisodes
| Saisons | Saisons | Episodes | Date à l'origine          | Date à l'origine          |
| Saisons | Saisons | Episodes | Première date à l'origine | Dernière date à l'origine |
| ------- | ------- | -------- | ------------------------- | ------------------------- |
|         | 1       | 25       | 11 octobre 2011           | 20 décembre 2011          |
|         | 2       | 8        | 18 septembre 2015         | 9 octobre 2015            |

### Première saison (2011)
1. Parlons de jalousie (Let's Talk About Jealousy)
2. Parlons de la petite fille à son papa (Let's Talk About Daddy's Little Girl)
3. Parlons de gestion de colère (Let's Talk About Anger Management)
4. Parlons de cheveux (Let's Talk About Hair)
5. Parlons de rivalité (Let's Talk About Competition)
6. Parlons de mensonge (Let's Talk About Dishonesty)
7. Parlons d'amour virtuel (Let's Talk About Computer Love)
8. Parlons de tromperie (Let's Talk About Affairs)
9. Parlons des garçons en collant (Let's Talk About Boys in Tights)
10. Parlons de pardon (Let's Talk About Forgiveness) (prod #112)[Note 1]
11. (Let's Talk About Change) (prod #111)
12. (Let's Talk About Scared Money) (prod #110)
13. (Let's Talk About Boundaries)
14. (Let's Talk About School Fundraisers)
15. (Let's Talk About Ms. Helen's Son, Part 1)
16. (Let's Talk About Ms. Helen's Son, Part 2)
17. (Let's Talk About Writer's Block)
18. (Let's Talk About Performance)
19. (Let's Talk About Fast Girls)
20. (Let's Talk About College Boys)
21. (Let's Talk About Two Dates for the Dance)
22. (Let's Talk About Game Night)
23. (Let's Talk About My Old Therapist)
24. (Let's Talk About Dating Advice)
25. (Let's Talk About Talking)

### Deuxième saison (2015)
Le 12 avril 2012, la série est renouvelée pour une deuxième saison. Après le départ de Tracee Ellis Ross, de nouveaux acteurs ont été ajoutés à la distribution : Tony Rock, Charlie Robinson et Michole White. En septembre 2013, avant même sa diffusion, BET annule la série. Les huit épisodes ont finalement été diffusés à partir du 18 septembre 2015 sur Centric.
1. (It's Complicated)
2. (It Takes a Village)
3. (Men and Women Can Be)
4. (The Truth Hurts)
5. (The C Is Silent)
6. (Sometimes You're Picked, Sometimes You Choose)
7. (I'm Not Superhuman)
8. (You Have to Let Them Go)